# A sehonnan jött lány
A sehonnan jött lány (eredeti cím: เด็กใหม่) 2018-as thai nyelvű televíziós antológiasorozat, amelynek főszereplője Chicha Amatayakul. A cselekmény Nanno körül forog, egy olyan lány körül, aki különböző iskolákba iratkozik, és képes és hajlandó mások különféle bűncselekményeinek történetét feltárni, amelyek a szereplők képmutatásából erednek. A sorozatnak megerősítették a második évadát.
Az első évad 2018. augusztus 8-án jelent meg a GMM 25 csatornán. A Netflixen 2021. május 7-én jelent meg egy második évad, amely nemzetközi hírnévnek tette ki a műsort. Az első helyet érte el a jelenleg legnézettebb thaiföldi, vietnami és fülöp-szigeteki Netflix-show-k között, miközben a világ tíz országában, így Brazíliában is a top 10-be tartozik. A műsort kritikusan elismerték a nem mindennapi mesemondás miatt, és azért, mert a modern középiskolai társadalmat veszi fel.

## Szereplők
- Chicha Amatayakul, mint Nanno, egy rejtélyes erőkkel rendelkező, rejtélyes eredetű lány. Nanno szolgál mind a vezető, és büntető karakterként az embereknél, akik elrejtik sötét titkaikat, vagy akarnak valamit csinálni anélkül, hogy belegondolnának tetteik következményeibe. Nem sokat lehet tudni róla, csak tizenéves, aki nem öregszik. Nannóról végül kiderül, hogy egy halhatatlan lény, aki természetfeletti erőkkel rendelkezik, és képes módosítani a körülötte lévő valóságot. Nanno eredettörténete azt mutatja be, hogy egykor diák volt, de osztálytársai megölték, és ezután halhatatlan lényként újjászületve kezdte meg a kampányát. Nanno nem jó és nem is gonosz a keresztes hadjáratában, mivel úgy tűnik, hogy mindenkit egyformán büntet, és csak azoknak segít, mint TK; az első fiú, aki őszinte érzelmeket ébresztett iránta, akik eleve nem gonoszak, csak letértek a megfelelő útról. Nanno inkább időt szán rá, és megtervezi a megfelelő büntetéseket a kínzóknak és az elkövetőknek, mielőtt befejezi a játékát velük. Nanno öltözékét hosszú fekete haja, női iskolai egyenruhája és gonosz, emberhez nem hasonlító kacagása alkotja. Szerepe hasonló a Tomie-hoz, melyet Amatayakul írt le egy Instagram-bejegyzésben.[11] Nanno a show-ban Karmát képviseli, és szerepe soha nem ér véget, mivel a karma mindig mindenkihez eljut.
- Chanya McClory (2. évad)[12] mint Yuri, Nanno riválisa. A negyedik epizódban kerül bemutatásra, Yuri eredetileg egy áldozat volt, aki halhatatlan lett azután, miután összefutott Nannóval. Nannóval ellentétben azonban Yurit megalázása és halála mentálisan károsította, és ezért a bosszúalapú ideológiát részesíti előnyben, ezért megleckéztetés helyett megöli áldozatait vagy káoszt okoz. Yuri ezen kívül nagyon manipulatív, és úgy tűnik, hogy nem bánja meg egyetlen olyan cselekedetét sem, és mindig a győztes akar lenni, és le akarja taszítani Nannót a trónról hierarchiájában. Nannóhoz hasonlóan Yuri ruhája egy hagyományos női iskolai egyenruha, haja lófarokba van kötve, és egy jellegzetes piros szalaggal van megkötve. A bemutatóban szereplő Yuri a bosszút képviseli, brutális és véres módszereket akar alkalmazni a célok elérése és mások életének véget vetése érdekében.

## Epizódok
Minden epizód egyedi történetekből és Nanno különböző iskolákban való megjelenéséből áll.

### Első évad (2018)
| # | Cím                | Premier                                 |
| --- | ------------------ | --------------------------------------- |
| 1. | The Ugly Truth     | 2018. augusztus 8. 2018. augusztus 8.   |
| Nanno beiratkozik egy olyan iskolába, ami nemrég elnyerte "Az év legtisztább iskolája" díjat, de kiderül hogy ez korántsem igaz az iskoláról, amint lerántja a leplet az egyik tanár, Mr. Win munkásságáról, aki az epizód végén mindent elveszít. |                    |                                         |
| 2. | Apologies          | 2018. augusztus 15. 2018. augusztus 8.  |
| Nannót azonnal három népszerű fiú üldözi az iskola kosárlabdacsapatában. Nanno megismerkedik két másik diáklánnyal, nevezetesen I-Tim-mel és Taew-val, akik rajonganak a fiúkért, féltékenyek lesznek Nannóra. Vaew és I-Tim a fiúkkal összehoznak egy partit, amire meghívják Nannót, ahol le akarják itatni őt sikertelenül, úgy döntenek, hogy altatószerrel kiütik. Ezután kiderül a csoport munkássága, amit ő leleplez a képességeit felhasználva. |                    |                                         |
| 3. | Trophy             | 2018. augusztus 22. 2018. augusztus 8.  |
| Nanno a Lerdvithi iskolába iratkozik. Ez az iskola, amely elnyerte a "Legkiemelkedőbb iskola" díjat. Diákjai a zsenialitásukról és tehetséges hallgatóikról ismertek. Mew, az egyik diák, aki különösebb képességekkel nem rendelkezik, gyorsan megirigyli a környezetét, és alsóbbrendűnek érzi magát. Nanno azonban ráveszi, hogy más tollával ékeskedve ő is tehetségre tehet szert. Mew ezután elkezd különféle műalkotásokat lopni online; apró részleteket ad hozzá, és azt állítja, hogy a sajátja. Nem tart sokáig, amíg hamis feltételek mellett "zseni" lesz. Amikor az iskola nyílt házi programnak ad otthont, Mew-t felkérik, hogy készítsen művészeti alkotást a színpadon. Attól tartva, hogy leleplezik, hogy csalárd módon lett zseni, elhatározza, hogy kalapáccsal eltöri a domináns karját, és gyermekkori barátjára fogja tettét. Néhány nappal az eset után a tanárok úgy döntöttek, hogy mégis engedik Mew-t a színpadra, mivel a közelmúltban a közösségi médiában tett bejegyzésében kijelentette, hogy nem domináns kezével is képes készíteni műalkotásokat. |                    |                                         |
| 4. | Hi-So              | 2018. augusztus 29. 2018. augusztus 8.  |
| Dino az iskolában a "leggazdagabb" diáknak számít, barátaival együtt: Whan, Pop, Tap és To. Nanno ugyanabba az iskolába iratkozik, és üres szobát vásárolt vállalkozásának. Nanno vállalkozása azonnal népszerűvé vált a hallgatók körében, mivel mindenki kivánságát teljesíti amint fizettek neki. Nem sokkal később; miközben Dino és ismerősei lógóhelyet keresnek, Nanno azt javasolja, hogy Dino házába menjenek. Dino ellenzi Nanno javaslatát, de barátai nyomására beleegyezik. Amikor kiderül, hogy Dino családja szegény és úszik az adósságokban, Dino segítséget kér Nannótól egy kúria bérléséhez, 200 000 bátért cserébe. Dino ellopja szüleinek a befizetendő pénzét, ami pontosan 200 000 bát, és kifizeti Nannót. Dino elviszi barátait és Nannót a "kúriájába", és meglepetésére a kúriában dolgozó szolgák a szülei. A csoport végül talál egy fegyvert, és úgy dönt, hogy orosz rulettet játszanak. Aki nyer, 1 200 000 bátot kap. Mivel mindenki elkerülte a golyót, Dinónak nagy esélye volt a győzelemre. Az utolsó pillanatban azonban közbelép Dino apja. Pop dühösen rátámad Dino mindkét szülőjére. A sérülések kompenzálásaként Pop később 350 000 bátot fizet Dino mindkét szülője számára.                                                                                       |                    |                                         |
| 5. | Social Love        | 2018. szeptember 5. 2018. augusztus 8.  |
| Az új iskolában az egész diákkör összekapcsolja a legnépszerűbb fiút, Hannt és Nannót, és a kapcsolatukat később elnevezik Hanno-nak, aminek később már rajongói oldala is lesz. Hann igazi barátnője, Yui viszont ellenzi a kapcsolatukat. Ahelyett, hogy Hann véget vetne a dolognak, tovább gerjeszti, hogy minél több lájkot kapjon a rajongói oldala. Egy idő után már Hann tagadja, hogy lenne bárminemű kapcsolata egy másik lánnyal, és felkéri Nannót, hogy legyen a barátnője. Mivel Yui egy harmadik fél lett Nanno és Hann között, a többi diák elkezdte megvetni őt, aki ezután felhívja az iskola tetejére, ahol Yui rátámad Nannóra, aki Yui-t kinevetve leveti magát, és vegetatív állapotba kerülve végleg magához láncolja Hannt. |                    |                                         |
| 6. | Wonderwall, Part 1 | 2018. szeptember 12. 2018. augusztus 8. |
| Nanno jelenléte a fociedzésen bekavar Bam azon próbálkozásaiba, hogy közel kerüljön a fiúhoz, akit szeret a csapatból. Csalódottsága miatt gyerekes sértést ír Nannóról az egyik WC-fülke falára, ami később valóra válik. |                    |                                         |
| 7. | Wonderwall, Part 2 | 2018. szeptember 19. 2018. augusztus 8. |
| Elhagyva az előző epizód könnyebb pillanatait, az epizód erősségének része a Bam története körüli fontosság. A „Wonderwall” második bejegyzése valóban elnyeri a horror utolsó pillanatait, amikor Bam felfedezi tettének mértékét, és élnie kell cselekedeteinek következményeivel. |                    |                                         |
| 8. | Lost & Found       | 2018. szeptember 26. 2018. augusztus 8. |
| A történet középpontja egy tinédzser, TK körül zajlik, aki bolti lopásokkal és iskolai csínytevésekkel próbálja felhívni távollévő gazdag apja figyelmét. Szintén ugyanebben az epizódban kiderül, hogy Nannónak van egy kedves oldalala is. |                    |                                         |
| 9. | Trap               | 2018. október 3. 2018. augusztus 8.     |
| Ha abszurd egybeesésekről beszélünk, Nanno megérkezése új iskolájába egybeesik egy megszökött fogoly megjelenésével, aki az iskola körül gyilkol. Amint a hírek megérkeznek, egy tanár, a lánya és néhány tanítványa mindannyian csapdába vannak esve egy osztályteremben, és azt várják, hogy biztonságos legyen a terep. Nanno a hallgatók között van, és mindenkit manipulál, aki csapdába esett, így kihozva a legrosszabbat a karakterükből. |                    |                                         |
| 10. | Thank You Teacher  | 2018. október 10. 2018. augusztus 8.    |
| Az epizód azzal kezdődik, hogy Ms. Aum váratlanul megjelenik az iskolagyűlésen egy sörétes puskával és ámokfutásba kezd. Az epizód további részében kiderül, hogyan jutott el a tanárnő ehhez a törési ponthoz. |                    |                                         |
| 11. | The Rank           | 2018. október 17. 2018. augusztus 8.    |
| Nanno beiratkozik egy lányiskolába, amely rendszert hozott létre a legszebb tanulóinak rangsorolására. Azért érkezik, hogy felborítsa a status quót úgy, hogy játszadozik Ying-gel, egy olyan lánnyal, aki soha nem lépett túl az iskola top 10 szépség-rangsorának 10. helyén. |                    |                                         |
| 12. | BFF, Part 1        | 2018. október 24. 2018. augusztus 8.    |
| Találkozó partit tartanak a 12-1 évfolyam volt diákjai számára 12 hosszú év után. Legtöbben sikeres karriert tudtak elérni a diploma megszerzése után: Thap ma pilóta, és feleségül veszi gyermekkori kedvesét, Fongot; Proud most légiutas-kísérő; Bell ma már egy kozmetikai cég tulajdonosa; Wit ma energetikai mérnök; Meng ma divatfotós; Chai ma testépítő sportoló; Kai most orvos. Néhány körülmény múlva az osztály úgy dönt, hogy kinyitja a 12 évvel ezelőtt eltemetett kapszulát. Egytől egyig megkapják az értékeiket, mígnem találnak egy plusz tárgyat: egy mobiltelefont. Fong később elárulja, hogy Nanno volt a tulajdonosa az említett tárgynak. Ezután visszagondolnak Nannóra, aki mindig egy bizonyos "Tan"-nal beszélgetett, Fong, Proud és Bell megpróbált barátkozni vele, és ottfelejtett telefonját kíváncsiságból hárman ellenőrzik, majd megtudják, hogy az ürességgel beszél. Közvetlenül az eset után elkezdtek terjedni a pletykák, és az emberek elkezdték gúnyolni. A jelenben mindenki kíváncsi Nanno tartózkodási helyére, de a legtöbben azt gondolják, hogy most elmegyógyintézetben van. Ezután megjelenik Nanno a partin lévő kivetítő képén, és kiteregeti mindegyik volt diák szennyesét, köztük azt is, hogy "Tan" valójában Thap volt, aki mindig Nannóval beszélt. |                    |                                         |
| 13. | BFF, Part 2        | 2018. október 31. 2018. augusztus 8.    |
| Mindenki szennyesének kiteregetése után Nanno felfedi, hogy Fong tudta, hogy Thap volt az, akivel Nanno mindig beszélt, de bosszúból elkezdték terjeszteni róla, hogy az ürességgel beszél. Ezután Nanno további sötét titkokat fed fel a társaságról, aztán elárulja, hogy mérget csempészett mindenki italába, és nála van az ellenszer. Ennek hallatára mindenki elkezd harcolni egymással, míg végül Chai beadja magának az ellenszert, és mindenki tébolyultan rátámad, mert a vérében van az ellenszer. Ezután Nanno felfedi, hogy a "méreg" csak egy blöff volt, és a társaság minden tagja eszméletlen lesz. Következő reggel, mindenki megzavarodva "rémálomnak" tekintette az éjszaka történteket. Látják azonban a fecskendőt (gyógyszert), amelyet Nanno tartott, ami azt jelzi, hogy valódi volt. Következésképpen Nanno megjelenik a kivetítőn, és mániákusan nevetni kezd, és mindenki azonnal elhagyja a helyiséget. Az epizód végén Nanno összefoglalja mindazt, amit a sorozat során tapasztalt, és figyelmeztet mindenkit, hogy készüljön fel, mivel ő lehet az új diák az iskolájában. |                    |                                         |

### Második évad (2021)
A második évadban feltűnik egy új szereplő, egy Yuri nevű lány, aki halhatatlan lesz azután, miután összefut Nannóval.
| # | Cím                        | Premier                       |
| --- | -------------------------- | ----------------------------- |
| 1. | Pregnant                   | 2021. május 7. 2021. május 7. |
| Az iskolába, ahova Nanno átiratkozott, egy népszerű fiú, Nanai arról híres, hogy sorra teszi terhessé a lányokat, és még fogadnak is rajta, hogy milyen gyorsan sikerül neki, de mindez megváltozik, amint Nanno felfedi a fiú rejtett titkát. |                            |                               |
| 2. | True Love                  | 2021. május 7. 2021. május 7. |
| Egy elit konzervatív hagyományokat követő lányiskolát átalakítanak hagyományos iskolává, aminek a vaskalapos tanárnői vasszigorral próbálják távol tartani a lányokat a fiúktól. Mindez fokozatosan megváltozik, amikor Nanno egy vakrandi-alkalmazást népszerűsít a tanárnők és a diákok között, és az epizód végén az egyik magányos tanárnő megtalálja lelkitársát. |                            |                               |
| 3. | Minnie and the Four Bodies | 2021. május 7. 2021. május 7. |
| Minnie, az iskola méhkirálynője látszólag érinthetetlen. Ám valóban egy elkényeztetett, gazdag családból származó lány, akinek a felelőtlen magatartásából származó következményeket az apja mindig elsimíttatta a vagyonát felhasználva. Ám egyik nap egy viharban történt karambolja után négy iskolatársát elüti, és nem ismeri el vétkességét. Nem sokkal a meghallgatása után, amikor a szüleivel tart hazafelé, újabb karambolja lesz. Ezután vezeklésképp háromszor "meghal", mind a 3 esetben másik fél által, majd negyedszerre leveti magát a kórház teraszáról, miután nem volt hajlandó beismerni vétkét. |                            |                               |
| 4. | Yuri                       | 2021. május 7. 2021. május 7. |
| Nanno megpróbál segíteni Yurin, egy szegény családból származó diákon, akit két gazdag osztálytársa úgy kezel mint egy szolgát. Az epizód során több dolog is kiderül Yuri-ról, de terve végül rossz irányba fordul, és az epizód egy csattanóval végződik. |                            |                               |
| 5. | SOTUS                      | 2021. május 7. 2021. május 7. |
| Kaye, egy másodéves tanuló túl messzire megy az elsősavatón, aminek a következménye emberölés lesz, és emiatt kirúgják az iskolából. 3 hónap múlva, egy másik iskolában, elsőévesként Kaye megtapasztalja azt, hogy milyen súlyos volt a vétke. |                            |                               |
| 6. | Liberation                 | 2021. május 7. 2021. május 7. |
| Egy szigorú szabályokat követő, korrupt vezetésű iskolában a tanulóktól azt várják el, hogy kérdés nélkül kövessék a szabályokat, akik pedig ellent mondanak, bezárják egy elkülönítő helyiségbe, hogy jobb belátásra bírják őket. Nanno viszont minél több szabályt megszeg, és Yuri közbenjárásával sikerül forradalmat szítani az iskolán belül, de hamar leveri a korrupt vezetés, ami épp megtorolná azt, de végül lebuktatják az iskola igazgatóját, és Nanno felszabadítja a diákokat. |                            |                               |
| 7. | JennyX                     | 2021. május 7. 2021. május 7. |
| Egy népszerű influenszer, JennyX szülei nem rendelkeznek és tudnak más bevételi forrást, mint az ő karrierje, ezért késztetik, hogy tartsa meg imázsának egyensúlyát. Mindez megváltozik, amikor találkozik Nannóval. |                            |                               |
| 8. | The Judgment               | 2021. május 7. 2021. május 7. |
| Nanno és Yuri civakodásuk során rábukkannak egy anya-lánya párra, akik több ember eltűnéséhez és halálához kapcsolhatóak. Nanno az epizód végén elgondolkodik a jövőjéről. |                            |                               |

## Koncepció és fejlesztés
Az epizódok történeteit valóságos valódi híradások inspirálták, ahol iskolások voltak az áldozatok, de azzal a szándékkal, hogy megmutassák, hogyan lesznek végül az áldozatok a győztesek. Például a "Minnie and the Four Bodies" egy olyan eseményen alapult, amikor egy hallgató összefutott egy egyetemi kisteherautóval, megölve kilenc embert, és elkerülte a következményeket családja gazdag kapcsolatai miatt.
A "SOTUS" egy olyan eseményen is alapult, amikor egy idősebb diák megbüntetett egy elsőévest, mert nem követte a beavatási szabályokat, és emberölést követett el.
Amatayakul a Tomie-t használta a karakterének kialakítása során mintaként.
Néhány nappal Yuri szerepének meghallgatása előtt Chanya McClory éppen megkezdte a felépülését, mert megműtötték az agydaganatát. Elhatározása, hogy megszerzi a szerepet, elnyerte a casting-stábot, és inspirálta őt karakterének megerősítésére.

## Sugárzás
A sehonnan jött lány első évada 2018. augusztus 8-án jelent meg a GMM 25-en. 2018. október 31-én a Netflix-en is megjelent.
2021. április 19-én a második évadra megjelent egy trailer.
A 2. évadnak 8 epizódja van, és 2021. május 7-én jelent meg a Netflix-en.

## Fordítás
Ez a szócikk részben vagy egészben  a   Girl From Nowhere című angol Wikipédia-szócikk ezen változatának fordításán alapul.  Az eredeti cikk szerkesztőit annak laptörténete sorolja fel. Ez a jelzés csupán a megfogalmazás eredetét és a szerzői jogokat jelzi, nem szolgál a cikkben szereplő információk forrásmegjelöléseként.